# Benedendinkel
De Benedendinkel was een waterschap in de Nederlandse provincie Overijssel opgericht op 9 april 1946. Het waterschap bestond tot 1 januari 1970, waarop het samenging met het waterschap De Regge en het niet in waterschapsverband opgenomen Boven-Dinkelgebied in het nieuwe waterschap Regge en Dinkel. Het waterschap was gelegen in de gemeenten Denekamp, Losser, Ootmarsum, Tubbergen en Weerselo en had een grootte van ongeveer 12.400 ha.

## Ontstaansgeschiedenis
De Dinkel ontspringt in Duitsland ten noordwesten van Coesveld, en komt na ongeveer 36 kilometer Nederland binnen bij Overdinkel. Al in de vroegere eeuwen trachtte men om verbeteringen aan te brengen in het benedenstrooms gedeelte van de Dinkel in verband met overstromingen. Verder dan plaatselijke bochtafsnijdingen is men niet gekomen, wat slechts plaatselijk verbetering gaf, die van tijdelijke aard was. Voor het eerst in 1847 werden door de Provinciale Waterstaat van Overijssel plannen gemaakt voor een algehele kanalisering van de Dinkel. Maar dit plan en ook volgende plannen kwamen niet tot uitvoering. De belangrijkste reden was het ontbreken van een waterschap. 
Een eerste stap op de goede weg werd in de dertiger jaren genomen. Een omleidingskanaal ten oosten van Lage, De Lager Umflut, werd aangelegd. De eerste stukken uit de archieven voor een oprichting van een waterschap dateren van 31 oktober 1940. Het betreft een proces-verbaal van verhoor van belanghebbenden, gehouden in het gemeentehuis van Tubbergen. Eén van de belangrijkste motieven voor het oprichten van waterschap De Benedendinkel is dat het in waterschapsverband mogelijk zou zijn om onder verantwoordelijkheid van de betrokkenen, de regulering ven een gedeelte van de Dinkel en het watervrij maken van haar stroomgebied ter hand te nemen. Om de waterhuishouding in het Benedendinkelgebied (Twente) te verbeteren en te optimaliseren, voornamelijk ten behoeve van de agrarische productie, werd bij besluit van de Gedeputeerde Staten van Overijssel op 9 april 1946 namens de Provinciale Staten het waterschap De Benedendinkel opgericht. Het vier jaar eerder genomen besluit van de Commissaris der provincie Overijssel van 1 juli 1942 tot oprichting van het waterschap werd in 1946 door Gedeputeerde Staten ingetrokken, omdat dit eerdere in oorlogstijd genomen besluit niet rechtsgeldig werd beschouwd. De eerste vergadering van het algemeen bestuur vond plaats op 28 januari 1949 onder de naam “Verenigd College”. Ook in 1949 is het waterschap pas daadwerkelijk begonnen met de uitvoering van de werkzaamheden.
Bij besluit van Gedeputeerde Staten van 11 augustus 1969 werd aangekondigd het besluit van Provinciale Staten van Overijssel tot opheffing van het waterschap De Benedendinkel per 1 januari 1970. Tevens werd aangekondigd dat dit waterschap en stroomgebied van de Bovendinkel werden toegevoegd aan het in 1884 opgerichte waterschap De Regge, alsmede tot wijziging van het reglement van waterschap De Regge, waarbij de naam werd gewijzigd in Regge en Dinkel.